# I Sonata fortepianowa (Chopin)
Sonata fortepianowa c-moll op. 4 – sonata na fortepian solo, skomponowana przez Fryderyka Chopina w latach 1827–1828 w Warszawie. Chopin studiował wówczas kompozycję u Józefa Elsnera, dzieło powstało zapewne jako „praca roczna” (utwór ukazujący umiejętności kompozytorskie), z dedykacją dla Elsnera. Wydawca utworu otrzymał rękopis już w 1828 roku, jednak pierwsze wydanie nastąpiło po śmierci kompozytora.

## CzęściSonaty
1. Allegro maestoso (c-moll)
2. Menuetto (Es-dur)
3. Larghetto (As-dur)
4. Finale: Presto (c-moll)